# 過海隧道巴士807線
過海隧道巴士807線是香港一條過海隧道馬場巴士路線，來往沙田馬場及華富（中），提供接載沙田馬場散場的市民返回銅鑼灣及港島南區過海隧道巴士服務，港島區停站則與過海隧道巴士170線相同，不停九龍區沿途車站。只在沙田馬場賽馬日服務，由九巴及城巴聯合經營，但兩巴是在每隔一沙田賽馬日輪流派車。

## 歷史
- 1978年10月7日：本線以884為名投入服務，來往香港仔（途經半山區及薄扶林道）及沙田馬場。
- 1982年9月18日：本線改為只由沙田馬場單向前往香港仔。
- 1985年12月15日：本線停止服務。
- 1996年9月8日：本線以807為名重新提供往南區的巴士服務，改經獅子山隧道、紅磡海底隧道及香港仔隧道。
- 2008年8月31日（實際生效日期為7月2日，2007-08年馬季最後一日翌日），因沙田馬場返回南區的馬迷客量稀少，即使改用單層巴士亦支撐不住，故此本線永久取消。[1]

## 服務時間及班次
- 逢沙田賽馬日
  - 沙田馬場開：尾場賽事開跑後，客滿即開。

## 車資
全程：$35.6
- 過紅磡海底隧道後往華富：$9.6
- 過香港仔隧道後往華富：$6.2
- 本線不設八逹通轉乘優惠。

## 行車路線
- 經：沙田馬場通道，大埔公路，沙田路，獅子山隧道公路，獅子山隧道，窩打老道，公主道，康莊道，紅磡海底隧道，告士打道，波斯富街，禮頓道，摩利臣山道，黃泥涌道，香港仔隧道，黃竹坑道，香港仔海旁道，石排灣道。。

### 車站一覽
| 1                                   | 沙田馬場           | 沙田馬場巴士總站   |
| 大埔公路－沙田段； 沙田路至海底隧道 |                    |                    |
| 2                                   | 景隆街             | 告士打道           |
| 3                                   | 利舞臺廣場         | 波斯富街           |
| 4                                   | 紀利華木球會       | 禮頓道             |
| 5                                   | 跑馬地馬場         | 摩理臣山道         |
| 香港仔隧道                          |                    |                    |
| 6                                   | 香港仔隧道收費廣場 | 黃竹坑道           |
| 7                                   | 香港仔運動場       | 黃竹坑道           |
| 8                                   | 南朗山道           | 黃竹坑道           |
| 9                                   | 勝利工廠大廈       | 黃竹坑道           |
| 10                                  | 逸港居             | 香港仔海傍道       |
| 11                                  | 香港仔海濱公園     | 香港仔海傍道       |
| 12                                  | 香港仔魚類批發市場 | 香港仔海傍道       |
| 13                                  | 田灣街             | 香港仔海傍道       |
| 14                                  | 華富邨華樂樓       | 華富道             |
| 15                                  | 華富商場           | 華富道             |
| 16                                  | 華富邨華清樓       | 華富道             |
| 17                                  | 華富（中）         | 華富（中）巴士總站 |